# Vladimir Ilici Lenin
Vladimir Ilici Lenin ►  pronunție ►  (rusă Влади́мир Ильи́ч Ле́нин), numele de familie originar: Ulianov  (Улья́нов), (n. 22 aprilie 1870, Simbirsk, Imperiul Rus – d. 21 ianuarie 1924, Bolșie Gorki⁠(d), RSFS Rusă, URSS) cunoscut sub numele de Vladimir Lenin, a fost un revoluționar, politician și teoretician politic rus care a fost fondatorul și primul șef de guvern al Rusiei Sovietice din 1917 până la moartea sa în 1924, și al Uniunii Sovietice începând din 1922. În calitate de fondator și lider al bolșevicilor, Lenin a condus Revoluția din Octombrie, care a instituit primul stat socialist din lume. Guvernul său a câștigat Războiul Civil Rus și a creat un sistem politic monopartit sub conducerea Partidului Comunist. Marxist din punct de vedere ideologic, progresul său în cadrul ideologiei este numit leninism.
Născut într-o familie din clasa de mijloc din Simbirsk, Lenin a îmbrățișat politica revoluționară socialistă după execuția fratelui său în 1887. A fost exmatriculat de la Universitatea de Stat din Kazan pentru că a participat la proteste împotriva guvernului țarist, iar în anii următori a studiat dreptul înainte de a se muta la Sankt Petersburg în 1893 și de a deveni un activist marxist de frunte. În 1897, Lenin a fost arestat pentru răzvrătire și exilat în Siberia timp de trei ani, după care s-a mutat în Europa de Vest și a devenit o figură importantă a Partidului Social Democrat al Muncii din Rusia. În timpul schismei partidului din 1903, el a condus facțiunea sa bolșevică împotriva menșevicilor. Lenin s-a întors pentru scurt timp în Rusia în timpul Revoluției eșuate din 1905, iar în timpul Primului Război Mondial a militat pentru transformarea acestuia într-o revoluție proletară la nivel european, care, în calitate de marxist, credea că va provoca prăbușirea capitalismului și ascensiunea socialismului. După ce Revoluția din februarie 1917 l-a înlăturat pe țarul Nicolae al II-lea și a instituit un guvern provizoriu, Lenin s-a întors în Rusia și a jucat un rol principal în Revoluția din octombrie, în care bolșevicii au răsturnat regimul.
Guvernul lui Lenin a abolit proprietatea privată asupra pământului, a naționalizat industria și băncile importante, s-a retras din război prin semnarea Tratatului de la Brest-Litovsk și a promovat revoluția mondială prin intermediul Cominternului. Inițial, bolșevicii au împărțit puterea cu Revoluționarii Socialiști de Stânga și au permis o Adunare Constituantă pluripartită, dar în timpul Războiului Civil Rus au centralizat puterea în Partidul Comunist și au reprimat opoziția prin Teroarea Roșie, în care zeci de mii de oameni au fost uciși sau închiși. Ca răspuns la devastare, foamete și revolte populare, Lenin a renunțat la politica sa de comunism de război în 1921 și a stabilizat economia prin introducerea Noii politici economice. Armata Roșie a învins mai multe armate antibolșevice și separatiste de dreapta și de stânga în războiul civil, în urma căruia unele dintre națiunile non-rusești care se desprinseseră de imperiu au fost reunite în Uniunea Sovietică în 1922; altele, în special Polonia, au obținut independența. Lenin a suferit trei atacuri cerebrale debilitante în 1922 și 1923 înainte de a muri în 1924, declanșând o luptă pentru putere care s-a încheiat cu ascensiunea la putere a lui Iosif Stalin.
Lenin a fost subiectul postum al unui cult al personalității în cadrul Uniunii Sovietice până la dizolvarea acesteia în 1991. Sub Stalin, el a devenit o figură ideologică a marxism-leninismului și o influență asupra mișcării comuniste internaționale. O figură controversată și extrem de divizată, Lenin este lăudat de susținătorii săi pentru că a instaurat un guvern revoluționar care a făcut pași spre socialism, în timp ce criticii săi îl acuză că a instaurat o dictatură care a supravegheat asasinate în masă și represiune politică. Astăzi, el este considerat una dintre cele mai semnificative și influente figuri ale secolului XX.

## Tinerețea

#### Copilărie: 1870-1887

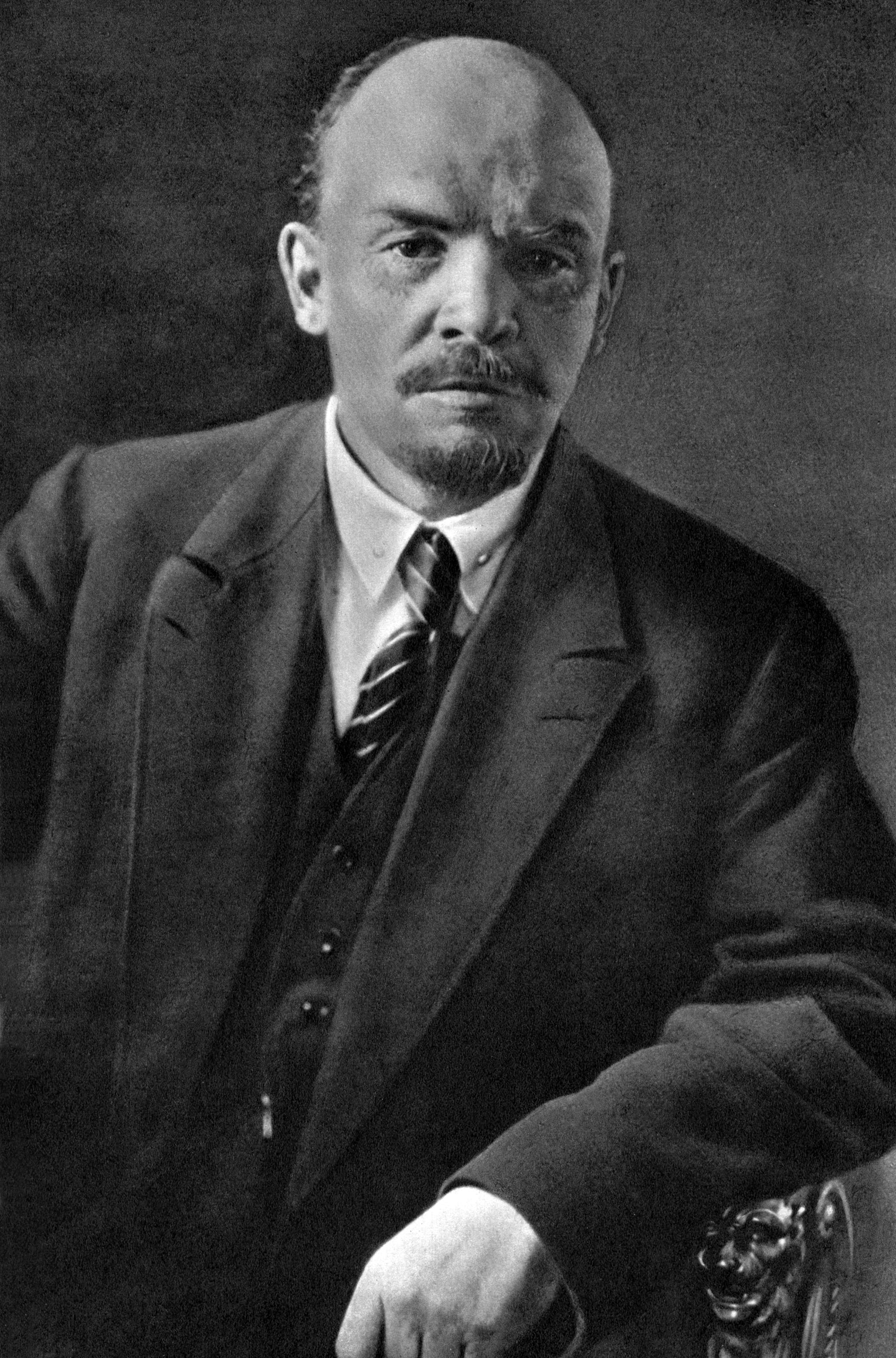
ir Ilici Ulianov, cunoscut mai ales ca Lenin, într-o fotografie din 1920.

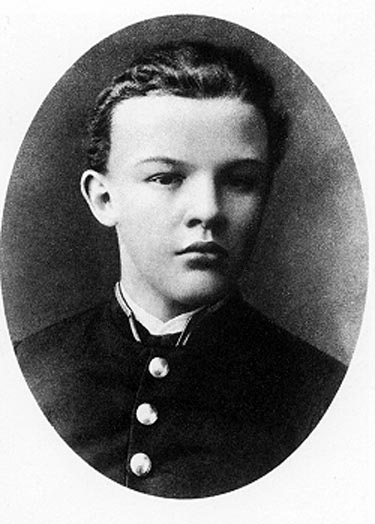
Vladimir Ilici Ulianov circa 1887

Vladimir Ilici Ulianov (Lenin) s-a născut în Simbirsk (în prezent Ulianovsk), în casa părinților săi de pe Strelețkaia Ulița, la 22 aprilie 1870, și a fost botezat șase zile mai târziu. În copilărie era cunoscut ca Volodia, diminutivul frecventă a numelui Vladimir. A fost al treilea din opt copii, având doi frați mai mari, Anna (născută în 1864) și Alexander (născut în 1866). Ei au fost urmați de încă trei copii, Olga (născută în 1871), Dmitri (născut în 1874) și Maria (născută în 1878). Doi frați ulteriori au murit în fașă. Tatăl său, Ilia Nicolaevici Ulianov, a fost un membru devotat al Bisericii Ortodoxe Ruse și și-a botezat copiii în cadrul acesteia, deși mama sa, Maria Alexandrovna Ulianova, luterană prin educație, a fost în mare măsură indiferentă față de creștinism, un punct de vedere care i-a influențat copiii.
Tatăl său, Ilia Nicolaevici Ulianov (1831 - 1886), a fost funcționar civil superior în domeniul educației, care a militat pentru democrație și educație liberă universală în Rusia; mama sa, Maria Alexandrovna Ulianovna (1835-1916), avusese numele premarital Blank. Proveniența etnică și religioasă a lui Lenin era foarte variată: avea ascendență calmucă prin bunicii paterni, germană, prin bunica maternă, care era luterană, precum și evreiască prin bunicul matern (care s-a convertit la creștinism). Vladimir Ilici Ulianov (Lenin) a fost botezat după ritul bisericii ortodoxe ruse. A avut doi frați și trei surori, el fiind al treilea născut. Tatăl său Ilia era inspector al școlilor primare din provincia Simbirsk în momentul nașterii lui Vladimir Ilici Lenin.
În copilărie, Vladimir Ilici Ulianov (Lenin) s-a remarcat la studiile de latină și greacă. În mai 1887, fratele său mai mare, Alexandr Ulianov, a fost condamnat la moarte prin spânzurare pentru participarea la un complot cu scopul asasinării țarului Alexandru al III-lea. Acest eveniment l-a radicalizat pe Vladimir Ilici și, la sfârșitul aceluiași an, a fost arestat și exmatriculat de la Universitatea din Kazan pentru participarea la un protest studențesc. El a continuat să studieze în particular, iar în 1891 a primit licența pentru practicarea avocaturii.

## Revoluționarul

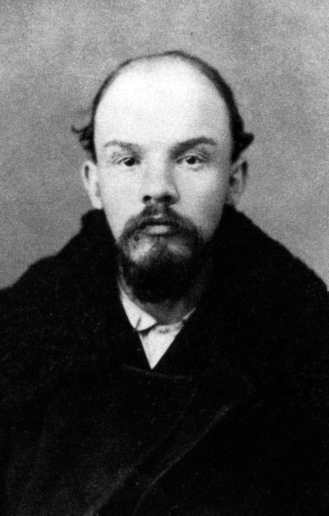
Portretul lui Lenin, decembrie 1895

În loc să se dedice carierei juridice, Lenin s-a implicat tot mai mult în activitatea de  propagandă revoluționară și în studiul marxismului. La 7 decembrie 1895 a fost arestat, pentru un an, de autorități și, ulterior a fost exilat în satul Șușenskoe, din Siberia.
În iulie 1898 s-a căsătorit cu Nadejda Krupskaia, activistă socialistă.  În aprilie 1899 a publicat cartea Dezvoltarea capitalismului în Rusia. În 1900 exilul său ia sfârșit. Călătorește prin Rusia și prin Europa și publică ziarul Iskra (Scânteia) și diferite articole și cărți legate de mișcarea revoluționară.
Lenin a fost un personaj activ în Partidul Social Democrat al Muncii din Rusia (PSDMR), iar din 1903 a condus fracțiunea bolșevică după ruptura cu menșevicii, ruptură care a fost inspirată, cel puțin parțial, de pamfletul său Ce este de făcut?. În 1906 a fost ales în prezidiul PSDMR. În 1907 s-a mutat în Finlanda din motive de siguranță. A continuat să călătorească în Europa și să participe la numeroase întruniri socialiste, inclusiv la Conferința de la Zimmerwald din 1915.

Lenin vorbind poporului

La 3-4 aprilie 1917 s-a reîntors la Petrograd, cu ajutorul lui Parvus, urmărind răsturnarea țarului Nicolae al II-lea. În acea perioadă, Lenin a preluat un rol conducător în mișcarea bolșevică, publicând Tezele din aprilie. După o revoltă a muncitorilor eșuată în iulie 1917, Lenin a fugit în Finlanda. S-a reîntors în octombrie 1917, conducând o revoluție armată, cu sloganul „Toată puterea – sovietelor!” împotriva Guvernului Provizoriu.  Ideile sale de guvernare au fost exprimate în eseul „Statul și Revoluția”, care invoca o nouă formă de conducere, bazată pe consiliile muncitorilor numite soviete (sfaturi).
O bună parte a exilului, începând din 1909, dar și după cucerirea puterii, Lenin și soția lui au avut-o în preajma lor pe Inessa Armand, feministă și revoluționară. Conform unor istorici, Inessa Armand a fost și amantă a conducătorului bolșevic, acceptată de prea-toleranta Krupskaia.

## Secrete financiare
Nici în Rusia, nici în străinătate, Lenin nu a cunoscut lipsurile materiale. Pe toată perioada exilului el nu a muncit nici măcar o singură zi; a călătorit mult (Berna, Paris, Bruxelles, Zürich, Londra, Stockholm, Berlin, insula Capri, etc), a locuit la hoteluri sau în case închiriate în stațiuni de odihnă.
În ianuarie 1892 tânărul Vladimir Ilici Ulianov a fost angajat ca asistent al avocatului pledant A. N. Hardin, în slujba căruia a lucrat numai 18 luni. În momentul în care a izbucnit Revoluția din Octombrie, Lenin era angajat de mai puțin de doi ani.
Maria Alexandrovna Ulianova era pensionară, văduva unui consilier de stat deținător al Ordinului Stanislas clasa I.  Ea mai moștenise de la soțul ei o treime din moșia Kokușkino. Această cotă din moșie a fost vândută, iar banii au fost depuși în cele din urmă într-o bancă. Numai că mama lui Lenin a călătorit, la rândul ei, mult, de trei ori în Elveția, Germania și Franța, de două ori fiind însoțită de fiica sa, Maria (Maniașa). Aceasta din urmă a petrecut aproape doi ani în Germania și Franța.
Surse serioase de venituri nu puteau fi articolele publicate în presa revoluționară rusă (precum Iskra). Sursa lui principală de venituri a fost desigur fondul special al Partidului, fond despre care nu se pomenește niciodată în actele oficiale, dar a cărui existență este recunoscută de Lenin în bogata lui corespondență.
Acest fond era alimentat din cotizațiile membrilor de partid., din donații particulare, (precum cele ale lui Maxim Gorki  sau cea cunoscută ca Afacerea Schmidt,  dar mai ales din exproprieri revoluționare, în fapt, delapidări sau atacuri banditești asupra birourilor de poștă, a caselor de bilete din gări și asupra băncilor. Cea mai cunoscută expropriere a fost atacul asupra a două camioane cu bani, la 26 iunie 1907 în Piața Erevan din Tiflis, când au fost furate 340.000 de ruble de către o echipă condusă de Stalin.
Controlul asupra acestui fond special, la care Lenin n-a renunțat nici în timpul exilului și nici după victoria revoluției bolșevice, a fost unul dintre merele discordiei care a împiedicat încercările timide de reunificare a bolșevicilor și menșevicilor.

## Șeful statului sovietic
La 8 noiembrie 1917 Lenin a fost ales Președinte al Consiliului Comisarilor Poporului de către Congresul Sovietului Rus. În fața amenințării invaziei germane, Lenin a fost de părere că Rusia trebuie să semneze imediat un tratat de pace. Alți lideri veterani bolșevici, precum Buharin,  apărau ideea continuării războiului, cu scopul de a stârni revoluția în Germania. Troțki, care a condus negocierile, era pentru o poziție de mijloc, fiind de acord cu un tratat de pace care să stipuleze condiția niciunui câștig teritorial pentru vreo parte din conflict. După ce negocierile au eșuat, Germania a lansat o invazie care a avut ca rezultat pierderea unei importante părți din teritoriile vestice ale Rusiei. Ca un rezultat al acestei situații, Lenin a câștigat sprijinul majorității liderilor bolșevici și Rusia a semnat, în cele din urmă, în condiții dezavantajoase Tratatul de la Brest-Litovsk (martie 1918).
Acceptând că sovietele sunt singurele forme legitime de guvernare muncitorească, Lenin a întrerupt activitatea Adunării Constituante Ruse. Aici, bolșevicii pierduseră la vot, câștigătorul alegerilor fiind Partidul Socialist Revoluționar. Mai târziu, aceștia din urmă s-au divizat în două fracțiuni, una de stânga, pro-soviete, și alta de dreapta, anti-soviete. Bolșevicii aveau majoritatea în Congresul Sovietelor și au format o coaliție guvernamentală cu socialiștii revoluționari de stânga. În cele din urmă, coaliția lor însă s-a prăbușit, după ce socialiștii-revoluționari s-au opus tratatului de pace de la Brest-Litovsk, ei încercând chiar, prin alianțe cu alte partide, să răstoarne guvernul sovietelor. Situația a degenerat, iar partidele non-bolșevice (și chiar unele grupuri socialiste) au încercat în mod activ să răstoarne guvernul sovietelor. Lenin a reacționat încercând să le oprească activitățile.
La 30 august 1918, Fania Kaplan, membră a Partidului Socialist Revoluționar, s-a apropiat de Lenin după ce acesta luase cuvântul la un miting și se îndrepta către mașina sa. Ea l-a strigat pe Lenin și, când acesta s-a întors să-i răspundă, a tras trei focuri de revolver asupra lui, dintre care două l-au nimerit pe liderul bolșevic în umăr și în ureche. Lenin a fost dus în apartamentul său privat din Kremlin, el refuzând să riște sa meargă la spital, deoarece credea că și acolo este așteptat de alți asasini. Au fost convocați doctorii, dar ei au decis că era prea riscant să extragă gloanțele. În cele din urmă Lenin și-a revenit, dar sănătatea sa s-a deteriorat în continuu, începând din acel moment, și se crede că incidentul a contribuit la atacurile cerebrale de mai târziu.
În martie 1919, Lenin și veteranii bolșevici s-au întâlnit cu revoluționarii socialiști din întreaga lume și au format Internaționala Comunistă. Membrii Internaționalei Comuniste, inclusiv Lenin și bolșevicii, s-au deprins din mai larga mișcare socialistă. Din acel moment ei au fost cunoscuți cu numele de comuniști. În Rusia, Partidul Bolșevic a fost redenumit „Partidul Comunist Rus (Bolșevicii)”, care a devenit mai apoi Partidul Comunist al Uniunii Sovietice.
În această perioadă, în toată Rusia se desfășura cu furie un război civil. Un mare număr de forțe politice și sprijinitorii acestora au luat armele în mâini pentru a sprijini, respectiv pentru a răsturna guvernul. Deși în războiul civil au fost implicate mai multe fracțiuni, cele mai importante două forțe au fost Armata Roșie (comuniștii) și Armata Albă (monarhiștii). Puterile străine, precum Franța, Marea Britanie, Statele Unite și Japonia au intervenit, de asemenea, în război (de partea albilor). În cele din urmă, Armata Roșie a ieșit învingătoare, zdrobind forțele Albilor și ale aliaților acestora, în 1920, (deși elemente mai puțin importante ale monarhiștilor au mai rămas active câțiva ani).
În ultimele luni ale anului 1919, succesele din războiul civil l-au convins pe Lenin că era timpul să exporte revoluția în vestul Europei, dacă era necesar chiar prin forță. Proaspătul stat independent polonez, A doua Republică Poloneză, era sub influența puternică a omului de stat Józef Piłsudski, care visa la o federație („Federația Międzymorze”) care ar fi putut cuprinde Polonia, Lituania, Ucraina de vest (cu centrul la Kiev) și alte țări din Europa Centrală și din Europa de Răsărit apărute după prăbușirea imperiilor la sfârșitul Primului Război Mondial. Scopul acestei federații ar fi fost acela de a apăra membrii săi de orice amenințare imperialistă atât dinspre Rusia, cât și dinspre Germania. Când Polonia a început să-și reocupe teritoriile estice anexate de Rusia în timpul împărțirilor Poloniei de la sfârșitul secolului al XVIII-lea și au izbucnit luptele cu bolșevicii pentru controlul Ucrainei și a provinciilor adiacente, având revoluția din Germania în plină desfășurare, Lenin a apreciat că era timpul și locul perfect „să testeze  Europa cu baionetele Armatei Roșii”. Războiul Polono-Rus a început în 1919. Lenin a văzut Polonia ca pe un pod pe care Armata Roșie trebuia să-l traverseze pentru a face legătura dintre Revoluția Rusă și sprijinitorii comuniști din Revoluția Germană, pentru a acorda ajutor altor mișcări comuniste din Europa Occidentală. Aceste planuri au fost însă abandonate după înfrângerea din bătălia de la Varșovia și pacea cu Polonia a fost semnată în 18 martie 1921, la Riga.
Anii lungi de război și-au pus pecetea pe Rusia și, într-un final, cea mai mare parte a țării era în ruine. În martie 1921, Lenin a înlocuit politica comunismului de război, (care fusese folosită pe perioada războiului civil), cu aceea a Noii Politici Economice (NEP), în încercarea de a reconstrui industria și, în mod special, agricultura. Dar în aceeași lună s-a petrecut și înăbușirea răscoalei marinarilor din Kronstadt.

## Moartea prematură

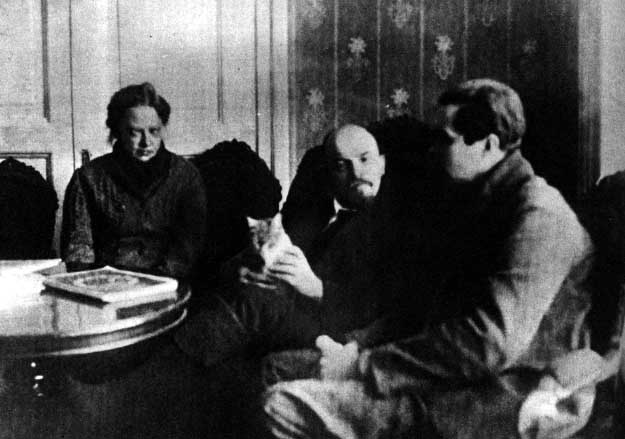
Nadejda Krupskaia, Lenin și jurnalistul american Lincoln Eure la Kremlin, februarie 1920

Sănătatea lui Lenin era deja deteriorată în mod serios în urma eforturilor sale făcute în revoluție și în război. Tentativa de asasinat a mai adăugat o problemă la multele probleme de sănătate pe care le-a avut. În mai 1922, Lenin a avut primul atac cerebral. A rămas parțial paralizat (pe partea dreaptă) și rolul său în guvern a început să se diminueze. După al doilea atac din decembrie 1922, Lenin a demisionat din funcțiile politice. În martie 1923, a suferit al treilea atac, a rămas țintuit la pat și incapabil să mai vorbească.
Lenin a murit la 21 ianuarie 1924. La puțin timp după deces, au început să circule zvonuri potrivit cărora ar fi suferit de sifilis. Cauza oficială a morții lui Lenin a fost ateroscleroza cerebrală sau al patrulea atac cerebral, dar din cei 27 de medici care l-au tratat numai opt au fost de acord cu concluziile raportului de autopsie. Din acest motiv, s-au făcut mai multe supoziții privind cauzele morții lui Lenin.
Documente declasificate după căderea Uniunii Sovietice, alături de memoriile medicilor lui Lenin, sugerează că liderul bolșevic a fost tratat de sifilis încă din 1895. Documentele sugerează, de asemenea, că anatomo-patologului Alexi Abrikosov, care era însărcinat cu autopsia, i s-a ordonat să demonstreze că Lenin nu a murit de sifilis. Abrikosov nu a menționat această boală în raportul de autopsie, dar distrugerile vaselor de sânge, paralizia și alte incapacități pe care le-a citat sunt tipice pentru această boală. La un al doilea raport de autopsie nici un organ, arteră importantă sau zone ale creierului, afectate în mod obișnuit de sifilis, nu au fost menționate.
În 1923, doctorii lui Lenin l-au tratat pe acesta cu salvarsan, singurul medicament care la acea vreme era folosit în mod special pentru tratarea sifilisului, dar și cu iodură de potasiu care era, de asemenea, folosită, în mod obișnuit, la tratarea acestei boli.
În 2004 s-au făcut noi afirmații medicale conform cărora Lenin a suferit de sifilis și a decedat din această cauză.
Orașul Petrograd a fost redenumit Leningrad în onoarea sa și acesta i-a rămas numele până la prăbușirea Uniunii Sovietice în 1991, când și-a recăpătat numele original, Sankt Petersburg.
După primul său atac cerebral, Lenin a publicat un numar de scrieri prin care da indicații viitoare pentru guvern. Cea mai importantă dintre acestea este Testamentul lui Lenin, unde, între altele, critica și lideri ai partidului precum Lev Troțki și Stalin. Despre Stalin, secretar general al partidului încă din 1922, Lenin spunea că „în mâinile sale este concentrată o putere nelimitată” și sugera ca „tovarășii să se gândească la o cale de a-l îndepărta pe Stalin din funcție”. Aceste critici dure ale vieții interne a partidului nu au fost niciodată aduse la cunoștința publicului larg.
La începutul secolului al XX-lea, mișcarea rusă a cosmismului (teoria evoluției cosmice) era foarte populară și a fost făcută o încercare de conservare a trupului lui Lenin prin crionică pentru a permite reînvierea lui în viitor. S-a procurat echipamentul necesar din import, dar din mai multe motive, acest plan nu a fost dus la bun sfârșit. În loc de criogenare, trupul său a fost îmbălsămat și expus pentru vizitare în Mausoleul din Moscova. 
Deși Lenin și-a exprimat cu puțin timp înaintea morții dorința să nu fie create memoriale pentru el, diferiți politicieni au văzut o cale de a-și îmbunătăți propria poziție în partid prin legarea numelui de acela al liderului bolșevic. Figura primului conducător al statului sovietic a fost ridicată la un statut aproape mitic, iar statui, monumente și memoriale au apărut în onoarea sa de-a lungul și de-a latul țării.

### Studiul creierului lui Lenin
Creierul lui Lenin a fost scos înainte de îmbălsămarea trupului său. Guvernul sovietic l-a însărcinat pe cunoscutul neurochirurg german Oskar Vogt să studieze creierul lui Lenin și să localizeze zona precisă a celulelor creierului care erau responsabile de geniu. Institutul Creierului a fost creat în Moscova pentru acest scop. Vogt a publicat o lucrare despre creier, în 1929, în care raporta că unii neuroni piramidali din al treilea strat al cortexului cerebral al lui Lenin erau foarte mari. Totuși, legătura dintre aceștia și genialitate a fost contestată. Munca lui Vogt a fost considerată de către sovietici ca fiind nesatisfăcătoare. Alte cercetări au fost făcute după aceea de o echipă sovietică, dar rezultatele muncii pe creierul lui Lenin nu au mai fost făcute publice.
Anatomia modernă nu mai crede că doar morfologia singură poate determina funcționarea creierului.

## Tabel cronologic
Până în februarie 1918, evenimentele din Rusia sunt datate în conformitate cu calendarul iulian (stil vechi), care în secolul al XIX-lea rămăsese cu 13 zile în urmă față de cel gregorian (stil nou) din Occident. Toate evenimentele din tabelul de mai jos sunt datate în conformitate cu stilul nou.
| 22 aprilie              | 1870 | Se naște Vladimir Ilici Ulianov (Lenin) |
| 7 noiembrie             | 1879 | Se naște Lev Davidivici Bronștein (Troțki) |
| 21 decembrie            |      | Se naște Iosif Vissarionovici Djugașvili (Stalin) |
| ianuarie                | 1880 | Gheorghi Plehanov fuge din Rusia în Europa Occidentală                                                                                                  |
| 13 martie               | 1881 | Este asasinat țarul Alexandru al II-lea |
| septembrie              | 1883 | Plehanov înființează la Geneva "Grupul marxist pentru eliberarea muncii"                                                                                |
| 24 ianuarie             | 1886 | Moare tatăl lui Lenin, Ilia Ulianov |
| 20 mai                  | 1887 | Este spânzurat fratele lui Lenin, Alexandr Ulianov |
| 25 august               |      | Lenin intră la Universitatea din Kazan |
| 17 decembrie            |      | Lenin este arestat în cursul unei demonstrații de protest a studenților                                                                                 |
| noiembrie               | 1891 | Lenin își ia examenul de drept ca student extern al Universității din Sankt Petersburg                                                                  |
|                         | 1892 | Lenin lucrează ca avocat în Samara |
| septembrie              | 1894 | Prima lucrare publicată Cine sunt „prietenii poporului” și cum luptă ei împotriva social-democraților                                                   |
| mai – septembrie        | 1895 | Pleacă în străinătate și-l cunoaște pe Plehanov |
| 21 decembrie            |      | Lenin este arestat la Sankt Petersburg |
| 10 februarie            | 1897 | Lenin este exilat pentru trei ani în Siberia |
| martie                  | 1898 | Se întemeiază Partidul Social Democrat al Muncii din Rusia                                                                                              |
| 22 iulie                |      | Lenin se căsătorește cu Nadejda Krupskaia în Șușenskoe                                                                                                  |
| martie                  | 1900 | Încheierea perioadei de exil |
| 10 februarie            |      | Reîntoarcerea la Sankt Petersburg |
| 3 iunie                 |      | Lenin este arestat pentru zece zile |
| 20 iunie                |      | Lenin o vizitează pe Krupskaia aflată în exil la Ufa |
| 29 iulie                |      | Lenin părăsește Rusia și pleacă în Europa Occidentală                                                                                                   |
| iarna                   | 1901 | Se întemeiază Partidul Socialist Revoluționar |
| martie                  | 1902 | Apare lucrarea lui Lenin Ce este de făcut? |
| aprilie – mai           |      | Lenin este la Londra |
| 30 iunie – 23 august    | 1903 | Are loc al doilea Congres al PSDMR la Bruxelles și Londra                                                                                               |
|                         |      | Apare sciziunea dintre bolșevici și menșevici |
| decembrie               |      | Lenin demisionează de la Iskra |
| 9 februarie             | 1904 | Izbucnește Războiul Ruso-Japonez |
| 14 martie               |      | Lenin demisionează din Comitetul Central al partidului                                                                                                  |
| 22 ianuarie             | 1905 | Duminica Însângerată de la Sankt Petersburg |
| 23 ianuarie             |      | Încep greve în întreaga Rusie |
| 23 aprilie – 10 mai     |      | Cel de-al treilea Congres al PSDMR la Londra |
| 27 mai                  |      | Flota rusă este scufundată în largul coastelor Japoniei în strâmtoarea Țușima                                                                           |
| iunie                   |      | Revolta de pe Cuirasatul Potemkin din Flota Mării Negre                                                                                                 |
| 15 iulie                |      | Este asasinat la Sankt Peterburg Ministrul Afacerilor Interne, Viaceslav Plehve                                                                         |
| 5 septembrie            |      | Se încheie la Portsmouth, SUA, Tratatul ruso-japonez |
| octombrie               |      | Izbucnește Greva Generală |
| 25 octombrie            |      | Se înființează Partidul Democratic Constituțional (Cadeții)                                                                                             |
| 26 octombrie            |      | Se înființează la Sankt Peterburg Sovietul Deputaților, cu Troțki adjunct la conducere                                                                  |
| 30 octombrie            |      | Țarul Nicolae al II-lea pune în circulație manifestul prin care promite drepturi civile și alegeri pentru Duma de Stat                                  |
| 21 noiembrie            |      | Lenin se reîntoarce în țară |
| 16 decembrie            |      | Membrii Sovietului din Sankt Peterburg sunt arestați |
| 21 decembrie            |      | Insurecția armată de la Moscova este înăbușită de armată                                                                                                |
| 23 aprilie – 8 mai      | 1906 | Cel de-al patrulea Congres al PSDMR se desfășoară la Stockholm                                                                                          |
| 10 mai                  |      | Se deschide prima sesiune a Dumei |
| 21 iulie                |      | Dizolvarea Dumei și numirea lui Piotr Stolîpin în funcția de prim-ministru                                                                              |
| ianuarie - aprilie      | 1907 | Lenin locuiește la Kokkala în Finlanda |
| 5 martie                |      | Se deschid lucrările celei de-a doua Dume |
| 15 iunie                |      | Cea de-a doua Dumă este dizolvată |
| 13 aprilie – 1 iunie    |      | Cel de-al cincilea Congres al PSDMR se desfășoară la Londra                                                                                             |
| 20 noiembrie            |      | Se deschid lucrările celei de-a treia Dumă, aleasă după noua lege electorală                                                                            |
| decembrie               |      | Lenin se mută în Elveția |
| decembrie               | 1908 | Lenin se mută la Paris |
|                         | 1908 | Lenin o cunoaște pe Inessa Armand la Paris |
| iunie                   | 1912 | Lenin se mută la Cracovia, în Polonia aflată sub stăpânire austriacă                                                                                    |
| 20 noiembrie            |      | Se deschid lucrările celei de-a treia Dumă, aleasă după noua lege electorală                                                                            |
| 28 noiembrie            |      | Se deschid lucrările celei de-a patra Dumă |
| mai                     | 1913 | Lenin se mută la Poronin |
| iulie                   |      | Lenin o însoțește pe Krupskaia la Berna pentru a fi operată                                                                                             |
| 30 iulie                | 1914 | Rusia decretează mobilizarea generală |
| 1 august                |      | Germania declară război Rusiei |
| 3 august                |      | Începe Primul război mondial |
| august                  |      | Sankt Peterburg își schimbă denumirea devenind Petrograd                                                                                                |
|                         |      | Rusia invadează Galiția austriacă și Prusia Orientală                                                                                                   |
| 8 august                |      | Lenin este arestat în Polonia sub acuzația de spionaj în favoarea Rusiei                                                                                |
| 19 august               |      | Este eliberat |
| septembrie              |      | Forțele rusești sunt înfrânte în Prusia Orientală |
|                         |      | Lenin pleacă din Austria în Elveția |
| 22 iulie                | 1915 | Forțele rusești se retrag din Polonia |
| 4 septembrie            |      | Țarul Nicolae al II-lea preia comanda supremă a armatei                                                                                                 |
| septembrie              |      | Lenin participă la Conferința socialiștilor împotriva războiului de la Zimmerwald, Elveția                                                              |
| aprilie                 | 1916 | Are loc cea de-a doua Conferință a socialiștilor împotriva războiului la Kienthal, Elveția                                                              |
| 30 decembrie            |      | Rasputin este asasinat la Petrograd |
| 8 martie                | 1917 | Declanșarea Revoluției din Februarie |
| 12 martie               |      | Formarea Sovietului din Petrograd |
| 14 martie               |      | Formarea Sovietului din Moscova |
| 15 martie               |      | Formarea Guvernului Provizoriu. Țarul Nicolae al II-lea abdică                                                                                          |
| 25 martie               |      | Stalin și alți bolșevici se întorc din exilul din Siberia                                                                                               |
| 16 aprilie              |      | Lenin sosește la Petrograd din Elveția |
| 17 aprilie              |      | Lenin elaborează Tezele din aprilie |
| mai                     |      | Se organizează Gărzile Roșii bolșevice |
|                         |      | Troțki se întoarce de la New York în Rusia |
| 16 iunie                |      | Se deschid lucrările Primului Congres al Sovietelor |
| 4 iulie                 |      | Guvernul Provizoriu emite ordinul de arestare a lui Lenin și a altor fruntași bolșevici                                                                 |
| 13 iulie                |      | Lenin fuge în Finlanda |
| 17 iulie                |      | Bolșevicii încearcă să dea o lovitură de stat – „Zilele din iulie”                                                                                      |
| 24 iulie                |      | Alexandr Kerenski devine prim ministru |
| august                  |      | are loc cel de-al șaselea Congres al Partidului Bolșevic la Petrograd                                                                                   |
| septembrie              |      | Campania lui Kornilov este zdrobită |
| 8 octombrie             |      | Troțki devine președintele Sovietului din Petrograd |
| 23 octombrie            |      | Lenin se întoarce în secret la Petrograd pentru a participa la ședința Comitetului Central unde s-a votat în favoarea insurecției armate                |
| 6 noiembrie             |      | Gărzile Roșii declanșează insurecția armată |
| 7 noiembrie             |      | Troțki anunță preluarea puterii în cadrul Congresului Sovietelor, la care se aprobă și decretele lui Lenin referitoare la pământ și la încheierea păcii |
| 17 noiembrie            |      | Sovnarkomul primește puteri legislative supreme |
| noiembrie               |      | Începe prima fază a războiului civil din Ucraina |
| 25 noiembrie            |      | Încep alegerile pentru Adunarea Constituantă Rusă |
| 3 decembrie             |      | Încep tratativele de pace la Brest-Litovsk |
| 15 decembrie            |      | Este semnat armistițiul ruso-german |
| 20 decembrie            |      | Se înființează CEKA – Comisia extraordinară pentru combaterea contrarevoluției și spionajului                                                           |
| decembrie               |      | Izbucnește revolta cazacilor de pe Don. Se formează Armata Voluntară sub comanda generalilor Kaledin și Kornilov                                        |
| 9 ianuarie              | 1918 | Se reiau tratativele de pace de la Brest-Litovsk |
| 14 ianuarie             |      | Atentat la viața lui Lenin la Petrograd |
| 18 ianuarie             |      | Este convocată Adunarea Constituantă, dispersată cu forța de bolșevici                                                                                  |
| 22 ianuarie             |      | Ucraina își proclamă independența |
| 9 februarie             |      | Ucraina și Puterile Centrale semnează un tratat |
| 18 februarie            |      | Ca urmare a eșecului tratativelor de pace, Germania reia războiul împotriva Rusiei                                                                      |
| 3 martie                |      | Tratatul de la Brest-Litovsk este semnat de Rusia Sovietică și Germania. Armata bolșevică intră în Kiev, capitala Ucrainei                              |
| 9 martie                |      | Forța expediționară aliată debarcă la Murmansk |
| 10 martie               |      | Capitala Rusiei Sovietice este mutată de la Petrograd la Moscova                                                                                        |
| 9 martie                |      | Forța expediționară aliată debarcă la Murmansk |
| 13 martie               |      | Troțki este numit Comisar al Poporului pentru Război. Începe formarea Armatei Roșii                                                                     |
| 4 aprilie               |      | Forța expediționară japoneză debarcă la Vladivostok |
| iunie                   |      | Forța expediționară britanică debarcă la Arhanghelsk |
| 12 iunie                |      | Marele Duce Mihail este asasinat la Perm |
| 16 iunie                |      | Lenin reintroduce pedeapsa cu moartea |
| 4 iulie                 |      | Cel de-al cincelea Congres al Sovietelor aprobă Constituția                                                                                             |
| 6 iulie                 |      | Contele Mirbach, ambasadorul Germaniei la Moscova, este asasinat                                                                                        |
| 17 iulie                |      | Țarul Nicolae al II-lea și familia lui sunt executați la Ekaterinburg                                                                                   |
| 30 august               |      | Lenin este împușcat și rănit la Moscova de către Fania Kaplan. Urițki, șeful CEKA din Petrograd, este asasinat                                          |
| 4 septembrie            |      | Lenin ordonă să se ia ostatici. Începe Teroarea Roșie                                                                                                   |
| septembrie              |      | Armata Roșie cucerește din mâinile Armatei Albe orașele Simbirsk și Kazan                                                                               |
| începutul lui noiembrie |      | Împăratul Wilhelm al II-lea al Germaniei abdică |
| 6 noiembrie             |      | Ambasada sovietică din Berlin este evacuată sub acuzația de agitație revoluționară                                                                      |
| 11 noiembrie            |      | Antanta și Puterile Centrale semnează armistițiul |
| 13 noiembrie            |      | Guvernul sovietic declară nul Tratatul de la Brest-Litovsk                                                                                              |
| decembrie               |      | Forțele franceze de intervenție debarcă la Odessa |
| 11 aprilie              | 1919 | Se înființează lagărele de concentrare în Rusia Sovietică                                                                                               |
| martie                  |      | Izbucnește războiul civil din Urali |
| iunie                   | 1920 | Armata Roșie îi respinge pe polonezi |
| iulie                   |      | Armata Roșie ajunge la Varșovia și este respinsă |
| 21 iulie – 6 august     |      | Al doilea Congres al Cominternului la Moscova |
| august                  |      | Armata Roșie se retrage din Polonia |
| noiembrie               |      | Forțele Albilor sunt evacuate în masă din Crimeea în Turcia                                                                                             |
| 1 – 18 martie           | 1921 | Rebeliunea antibolșevică din Kronstadt |
| 8 martie                |      | Al zecelea Congres al Partidului Comunist Bolșevic. Se lansează NEP                                                                                     |
| aprilie                 | 1922 | Stalin este numit în recent creatul post de Secretar General al partidului                                                                              |
| 26 mai                  |      | Lenin suferă prima criză |
| vara                    |      | Lenin își petrece convalescența la Gorki |
| 16 decembrie            |      | Lenin suferă a doua criză |
| 25 decembrie            |      | Lenin dictează Scrisoarea către Congres sau Testamentul                                                                                                 |
| 10 martie               | 1923 | Lenin suferă a treia criză |
| 17 – 25 aprilie         |      | Al doisprezecelea Congres al Partidului Comunist |
| 18 octombrie            |      | Lenin vizitează pentru ultima oară Moscova și Kremlinul                                                                                                 |
| 21 ianuarie             | 1924 | Lenin moare |
| 27 ianuarie             |      | Instalarea trupului mumificat al lui Lenin în Mausoleu                                                                                                  |

## Selecție de lucrări
- Vladimir Ilici Lenin - Lucrări, marxists.org
- Dezvoltarea capitalismului în Rusia
- Ce-i de făcut?
- Un pas înainte, doi pași înapoi
- Două tactici ale social-democrației în revoluția democratică
- Materialism și  empirio-criticism
- Dreptul națiunilor la autodeterminare
- Imperialismul, cel mai înalt stadiu de dezvoltare al capitalismului
- Statul și revoluția
- Revoluția proletară și renegatul Kautsky
- Comunismul de stânga: O boală infantilă